# Yéguéresso
Yéguéresso est une commune rurale du département de Bobo-Dioulasso de la province du Houet dans la région du Hauts-Bassins au Burkina Faso.

## Géographie
Yéguéresso est située dans le 4e arrondissement du département de Bobo-Dioulasso, à 28 km du centre de Bobo-Dioulasso.

## Économie
L'économie de la commune est liée à sa localisation au croisement de la route nationale 1 – sur l'axe principal du pays menant à Bobo-Dioulasso – et de la route nationale 20, favorisant les échanges commerciaux en étant au centre d'un ensemble constitué des villages de Niamadougou, Borodougou, Kotédougou et Koro totalisant plus de 15 000 habitants.

## Éducation et santé
La commune de Yéguéresso accueille un centre de santé et de promotion sociale (CSPS).